# 阿部丈二
阿部 丈二（あべ じょうじ、1977年6月8日 - ）は、日本の俳優。演劇集団キャラメルボックス所属、および演劇ユニット「スカイロケット」所属。所属事務所はホリプロ・ブッキング・エージェンシー。フィリピン・マニラ出身（帰国子女）。身長175cm、血液型はA型。
桐蔭学園高等学校、明治大学経営学部卒業。サラリーマンを経て、2003年にはキャラメルボックス俳優教室1期生となり、2004年には演劇集団キャラメルボックスに入団。同期は多田直人と渡邊安理。
2011年にTheatre劇団子『もう一つのシアター！』に客演した際、原作・脚本・監修を担当していた有川浩と出会う。2012年には演劇ユニット「スカイロケット」を設立し、役者＆プロデューサーとして参加している。
2022年にもプロデューサー兼俳優として、銀座博品館劇場にてキャラメルボックス・アクターズプロデュース2022「水平線の歩き方／ミス・ダンデライオン」を企画・主催している。

## 出演

### 映画
- 砂時計（2008年）
- 図書館戦争シリーズ - 板垣信介 役
  - 図書館戦争（2013年）
  - 図書館戦争 -THE LAST MISSION-（2015年）
- 県庁おもてなし課（2013年）
- アンフェア the end（2015年）
- レインツリーの国（2015年） - 井出広太 役
- 植物図鑑 運命の恋、ひろいました（2016年） - 竹沢陽平 役

### ラジオドラマ
- 青春アドベンチャー（NHK-FM）
  - 『見かけの二重星』（2012年）
  - 『髑髏城の花嫁』（2013年）
  - 『旅猫リポート』（2014年）
- FMシアター（NHK-FM）
  - 瀬戸内マトリョーシカ (2019年)
  - 「アキといたこと」(2023年)
  - 『アーケード狂騒曲』（2025年7月12日） - ひろし 役[4]

### ラジオ
- River Side Cafe#16（2013年、TFM系）
- River Side Cafe 特別編（2013年、TFM系）
- 沢城みゆきのRadio Drive!（2014年、文化放送）

### テレビドラマ
- マイ☆ボス マイ☆ヒーロー 最終話（2006年、日本テレビ） - 関東鋭牙会組員 役
- 日曜劇場 空飛ぶ広報室（2013年、TBS） - 峰永圭介 役
- 三匹のおっさん〜正義の味方、見参!!〜 第7話・最終話（2014年、テレビ東京） - 井脇始 役
- キャロリング〜クリスマスの奇跡〜（2014年、NHKプレミアム） - 赤木守 役
- 三匹のおっさん2〜正義の味方、ふたたび!! 第1・3・4話（2015年、テレビ東京） - 井脇始 役
- 図書館戦争 BOOK OF MEMORIES（2015年、TBSテレビ）
- 相棒 season14 第1話「フランケンシュタインの告白」（2015年10月14日、テレビ朝日） - 増渕万里 役
- おみやさんスペシャル2（2016年、テレビ朝日） - 三木秀介 役
- 就活家族〜きっと、うまくいく〜（2017年 テレビ朝日） - 斎藤隆 役
- 森村誠一の終着駅シリーズ31 殺人の花客 (2017年テレビ朝日 )　-　森本 役
- 連続ドラマW「石つぶて 警視庁 二課刑事の残したもの」(2017年　WOWWOW )
- NHK BSプレミアム「鳥羽伏見の戦い」(2017年 NHKBS)　−松平春嶽 役
- 警視庁・捜査一課長（2018年テレビ朝日 ） ‐ 海野秀裕 役
- 刑事7人（2018テレビ朝日年 ） ‐ 石川刑事 役
- ドラマスペシャル  二つの祖国  (2019年 テレビ東京)　- デレク戸田 役
- 記憶捜査～新宿東署事件ファイル～  (2020年 テレビ東京)　‐ 河北幸一 役
- 監察の一条さん   (2022年 テレビ朝日)
- 大奥  シーズン2【幕末編】 (2023年 NHK)　−島津久光役

### PV
- 図書館戦争 - 図書隊員A 役

## 舞台

### 演劇集団キャラメルボックス
太字は主演・メインキャスト
- 『ブラック・フラッグ・ブルーズ』（2004年、星） - 左東広之とダブルキャスト
- 『僕のポケットは星でいっぱい』（2005年、ヤマノウエ）
- 『スケッチブック・ボイジャー』（2005年、館長） - 左東広之とダブルキャスト
- 『サボテンの花』（2007年、石田昭）
- 『カレッジ・オブ・ザ・ウィンド』（2007年、蒲原警部）
- 『橋を渡ったら泣け』（2007年、佐田山七郎）
- 『きみがいた時間ぼくのいく時間』（2008年、山野辺光夫/2016年、秋沢里志）
- 『光の帝国』（2009年、猪狩義正）
- 『風を継ぐ者』（2009年、三鷹銀太夫）
- 『エンジェル・イヤーズ・ストーリー』（2009年、黒石秋人）
- 『また逢おうと竜馬は言った』（2010年、棟方）
- 『シラノ・ド・ベルジュラック』（2010年、シラノ・ド・ベルジュラック）
- 『サンタクロースが歌ってくれた<10days Limited Version>』（2010年、警部）
- 『ヒア・カムズ・ザ・サン』（2011年、真也）
- 『銀河旋律』（2011年、柿本） - 大内厚雄・畑中智行とトリプルキャスト
- 『降りそそぐ百万粒の雨さえも』（2011年、三鷹銀太夫）
- 『流星ワゴン』（2011年、永田一雄）
- 『トリツカレ男』（2012年、ロミオ）
- 『アルジャーノンに花束を』（2012年、チャーリィー・ゴードン） - 多田直人とダブルキャスト
- 『広くてすてきな宇宙じゃないか』（2012年、柿本） - 西川浩幸・岡田達也とトリプルキャスト
- 『キャロリング』（2012年、大和俊介）
- 『隠し剣鬼ノ爪』（2013年、堀直弥）
- 『盲目剣谺返し』（2013年、大江）
- 『ナミヤ雑貨店の奇蹟』（2013年、沼田静人/浪矢貴之/苅谷創一）
- 『ケンジ先生』（2013年、ケンジ先生） - 山猫キャスト
- 『ウルトラマリンブルー・クリスマス』（2013年、辺見鐘司）
- 『あなたがここにいればよかったのに』（2014年、森岡季之）
- 『鍵泥棒のメソッド』（2014年、コンドウ） - 岡田達也とダブルキャスト
- 『ブリザード・ミュージック』（2014年、清一郎）
- 『BREATH』（2015年、亀岡七斗）
- 『フォーゲット・ミー・ノット』（2016年、楢原弥九郎）
- 『ゴールデンスランバー』（2016年、青柳平一/保土ヶ谷康志/高校生1）
- 『ティアーズライン』（2017年、十文字誠）
- 『リトル・ドラマー・ボーイ』(2018年、十文字誠)
- 『サンタクロースが歌ってくれた』(2021年、菊池警部)
- 『水平線の歩き方』(2022年、幸一)
- 『クロノス・ビギンズ』(2023年 青井秋星)
- 『クローズ・ユア・アイズ』(2023年  長塚仁太郎)
- 『トルネイド 北条雷太の終わらない旅』（2025年）[5]

### スカイロケット
- 『旅猫リポート』（2013年、脚本・原作：有川浩） - サトル 役
- 『ヒア・カムズ・ザ・サン』（2014年） - 演出も兼任

### 客演
- 『WOMAN』（2007年、LEMON LIVE）
- 『籠釣瓶花街酔醒』（2007年、サニーサイドウォーカー）
- 『もう一つのシアター!』（2011年、Theatre劇団子） - 春川司 役
- 『ア・フュー・グッドメン』（2015年） - ジュリアス・ランドルフ大佐 役
- 『ツチノコの嫁入り』（2015年） - 千葉 役[6]
- 『舞台増田こうすけ劇場 ギャグマンガ日和 デラックス風味』（2016年） - 松尾芭蕉 役
- クロムモリブデン『空と雲とバラバラの奥さま』(2017年) −海彦役
- 『舞台 増田こうすけ劇場 ギャグマンガ日和 〜奥の細道、地獄のランウェイ編〜』（2017年） - 主演・松尾芭蕉 役
- 『超体感ステージ「キャプテン翼」』（2017年） - 山守ジェネラルマネージャー 役
- i－LIMIT「猫と針」(2018年)　 - タナカ 役
- ワンツーワークス「私は世界」(2018年)　 - 由起人 役
- T-works#3『愛する母、マリの肖像』(2020年)　 - フレデリック 役
- すゞひ企画『9月31日の花嫁』(2020年) - 武比古 役
- OOPARTS『リ・リ・リストラ』(2019年)　 - 山崎 役
- 『暁の帝～朱鳥の乱編～』(2019年)　 - 大海人皇子 役
- すゞひ企画『ルートだけが知る手紙』(2019年)
- 『インナーワールドエボリューション 内世界の進化 Ⅲ』(2019年)　 - パリティーズ 役
- 『成井豊と梅棒のマリアージュ』(2020年 ナッポスユナイテッド)
- dynamizeプロデュース『Fight For F』／『おしゃれ紳士×梅棒』(2021年)
- NAPPOS PRODUCE「りぼん,うまれかわる」(2022年)　 - 組傘現太郎 役
- 彩の国シェイクスピア・シリーズ『ジョン王』(2023年)　 - シャチオン 役
- 西瓜糖第10回公演「いちご」(2023年)　‐市村昭 役
- あ・うん♡グループ 第9回公演 大正ロマネスク『セブンスヒーロー』（2024年）[7]
- #ミステラ『眠る脳と脈打つ宿罪』（2025年）[8]
- 『復刻 舞台 増田こうすけ劇場 ギャグマンガ日和 〜奥の細道 地獄のランウェイ編〜』（2025年上演予定） - 主演・松尾芭蕉 役[9][10]

## エッセイ
- 10のセンス「阿部丈二のセンス」（『カンフェティ』217回 - 255回【不定期】）
- Papyrus45号「プランB」（『幻冬舎』2012年10月）